# Józef Karczewski
Józef Karczewski herbu Jasieńczyk (zm. 31 października 1793), szambelan króla Augusta III od 1757, członek Generalności konfederacji barskiej w 1771 roku, starosta liwski w 1757 roku, starosta budziszewski w 1746 roku, marszałek ziemi liwskiej konfederacji barskiej, poseł na sejmy.

## Życiorys
Syn Antoniego Jana, kasztelana liwskiego, i Heleny z Grabianków herbu Leszczyc. W młodości był paziem Augusta III. W 1744 został posłem do sejmu z województwa płockiego, w 1750 z województwa rawskiego, w 1758 z ziemi czerskiej, w 1762, 1764 i 1766 z ziemi liwskiej. Był zwolennikiem Wettynów, w 1762 podpisał remanifest w obronie Henryka Brühla.
Elektor Stanisława Augusta Poniatowskiego z ziemi liwskiej w 1764 roku.
W lipcu 1769 ogłosił się marszałkiem skonfederowanej szlachty ziemi liwskiej. W grudniu doprowadził do wyboru swego bratanka Stanisława na marszałka ziemi czerskiej. Konfederat barski, marszałek ziemi liwskiej, po upadku konfederacji udał się na emigrację, z której powrócił do kraju w 1775.
Był dwukrotnie żonaty, 1voto z Ewą Załuską herbu Junosza, 2 voto z Antoniną Ossolińską herbu Topór, córką Jana Stanisława, kasztelana gostyńskiego i Ludwiki Załuskiej, z którą pozostawił dwóch synów: Joachima i Józefa oraz trzy córki: Mariannę, żonę Stanisława Mrozowickiego herbu Prus III, starościca stęgwilskiego, Ludwikę, żonę Antoniego Chociszewskiego herbu Junosza, podczaszyca bydgoskiego oraz Annę, żonę Józefa Bratkowskiego herbu Świnka, miecznika koronnego galicyjskiego.

## Wywód przodków
| 4. Jan Władysław Karczewski      |  |                      |  |  |                     |
|                                  |  | 2. Antoni Karczewski |  |  |                     |
| 5. Zofia Komońska                |  |                      |  |  |                     |
|                                  |  |                      |  |  | 1. Józef Karczewski |
| 6. Franciszek Wojciech Grabianka |  |                      |  |  |                     |
|                                  |  | 3. Helena Grabianka  |  |  |                     |
| 7. Barbara Biejkowska            |  |                      |  |  |                     |
|                                  |  |                      |  |  |                     |